# 西平沼町
西平沼町（にしひらぬまちょう）は、神奈川県横浜市西区の町名。「丁目」のない単独行政地名。住居表示未実施区域。面積は0.178km²。

## 地理
西区の西部、北東から南西にかけて、帷子川と相鉄本線・横須賀線・東海道本線の線路に挟まれた紡錘型の細長い町域を持つ。帷子川を挟み、西は南浅間町、北は岡野、南東は鉄道線路を挟み平沼と接する。相鉄本線には平沼橋駅・西横浜駅が設けられているが、町域に架かる部分にJRの駅はない。町の北東端を新横浜通りがかすめ、帷子川と鉄道線路をまたぐ平沼橋が架かっている。橋梁は他に、平沼一之橋・平岡橋、平沼二之橋・沼野橋、国道16号の尾張屋橋が町を横断するように架かり、西端では西横浜駅近くの水道橋が帷子川を渡る。後述の通り工場が多く進出した土地で、町の面積にはその跡地を利用した施設が占める割合が大きい。町の北部には横浜歯科医療専門学校があったが、2016年にみなとみらい地区に移転し、閉鎖された。
近隣に国道1号と横浜駅根岸道路が交差する西平沼交差点、石崎川を渡る西平沼橋があるが、交差点は中央、橋は中央・戸部本町の境と平沼の間に架かり、西平沼町の区域からは外れている。

## 歴史
かつては帷子川河口の、袖ヶ浦と呼ばれた入り江であり、現在の西平沼町の町域のうち石崎川と平沼二之橋の間の線路沿いは宝暦年間（1751年～1764年）に尾張屋太仲らにより開拓された尾張屋新田、石崎川と平沼橋の間の残りの部分は1839年（天保10年）に程ヶ谷宿の商人平沼九兵衛により開拓された平沼新田の各一部である。1889年（明治22年）、町村制施行により久良岐郡戸太村（のちに戸太町）字平沼新田および字尾張屋新田となる。1901年（明治34年）に横浜市に編入した際に、旧平沼新田は横浜市西平沼町、旧尾張屋新田は尾張屋町となる。1927年（昭和2年）に区制が施行された際には神奈川区に編入された。1928年（昭和3年）の区画整理の際に、町界を平沼橋から水道橋にかけての帷子川と東海道本線の線路とし、字1～5丁目を置いた。同年、尾張屋町・西戸部町・久保町の一部を編入。1943年（昭和18年）に神奈川区から中区に編入され、1944年（昭和19年）4月1日中区から西区が新設された際には西区に編入された。町域の一部は1965年（昭和40年）7月1日に岡野地区の住居表示実施に伴い、岡野一丁目・二丁目に編入、1966年（昭和41年）5月1日に平沼地区の住居表示実施に伴い、一部を南浅間町・高島二丁目・平沼一丁目および保土ケ谷区西久保町に編入し、西平沼町も住居表示が実施された。

## 工業

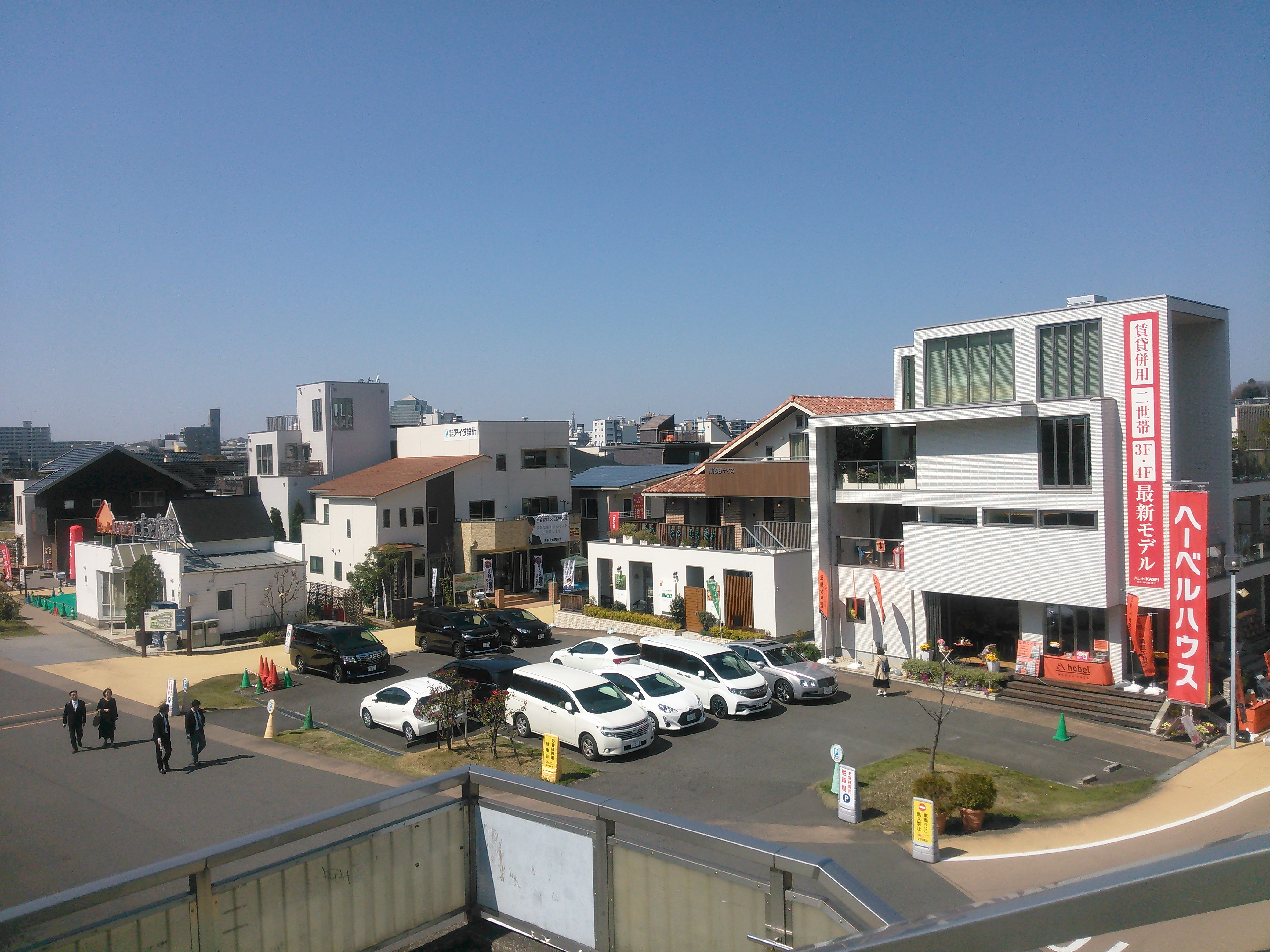
古河電工のケーブル工場跡にできた、tvkハウジング プラザ横浜

帷子川の水運を利用して、平沼・岡野周辺には多くの工場が進出した。現在の西平沼町に相当する地区には、1896年（明治29年）6月29日、横浜電線製造（1908年に古河電線製造に改称。現在の古河電気工業）のケーブル工場、1906年（明治39年）11月15日に横浜製油肥料、1909年（明治42年）には横浜市瓦斯局平沼製造所ができ、工業化が進んだ。他に富士ブレード、横浜可鍛鉄製作所、三巴鉄工、東西製作所などの町工場や、「谷戸亀」の通称で呼ばれた船大工も工場を構えた。横浜の中心部に近く、都心部機能強化や生活環境改善のための工場の移転が求められた。1970年代より金沢区沖で進められた金沢地先埋立事業は、工場の移転受け入れ先確保も重要な目的の一つであった。
古河電工の敷地の一部を賃借して1974年（昭和49年）にtvkハウジング プラザ横浜（住宅展示場）が開設され、2010年（平成22年）からは「横浜くらし館」「横浜イングリッシュガーデン」が営業を開始した。この土地は、2016年にテレビ神奈川が取得した。横浜市瓦斯局平沼製造所は石炭を原料とした都市ガスの製造を行っていたが、1944年に瓦斯局と東京ガスが合併し、当地でのガスの製造を終了した。以降は供給用施設となり、現在は4基のガスホルダーを備える平沼整圧所として運用されている。

## 世帯数と人口
2025年（令和7年）6月30日現在（横浜市発表）の世帯数と人口は以下の通りである。
| 町丁     | 世帯数    | 人口    |
| -------- | --------- | ------- |
| 西平沼町 | 1,470世帯 | 2,967人 |

### 人口の変遷
国勢調査による人口の推移。
| 年                 | 人口  |
| ------------------ | ----- |
| 1995年（平成7年）  | 522   |
| 2000年（平成12年） | 587   |
| 2005年（平成17年） | 2,062 |
| 2010年（平成22年） | 2,254 |
| 2015年（平成27年） | 2,291 |
| 2020年（令和2年）  | 2,277 |

### 世帯数の変遷
国勢調査による世帯数の推移。
| 年                 | 世帯数 |
| ------------------ | ------ |
| 1995年（平成7年）  | 257    |
| 2000年（平成12年） | 303    |
| 2005年（平成17年） | 998    |
| 2010年（平成22年） | 1,038  |
| 2015年（平成27年） | 1,084  |
| 2020年（令和2年）  | 1,128  |

## 学区
市立小・中学校に通う場合、学区は以下の通りとなる（2024年11月時点）。
| 番・番地等 | 小学校             | 中学校             |
| ---------- | ------------------ | ------------------ |
| 全域       | 横浜市立平沼小学校 | 横浜市立岡野中学校 |

## 事業所
2021年現在の経済センサス調査による事業所数と従業員数は以下の通りである。
| 町丁     | 事業所数 | 従業員数 |
| -------- | -------- | -------- |
| 西平沼町 | 88事業所 | 1,200人  |

### 事業者数の変遷
経済センサスによる事業所数の推移。
| 年                 | 事業者数 |
| ------------------ | -------- |
| 2016年（平成28年） | 86       |
| 2021年（令和3年）  | 88       |

### 従業員数の変遷
経済センサスによる従業員数の推移。
| 年                 | 従業員数 |
| ------------------ | -------- |
| 2016年（平成28年） | 1,448    |
| 2021年（令和3年）  | 1,200    |

## その他

### 日本郵便
- 郵便番号：220-0024[3]（集配局：神奈川郵便局[29]）

### 警察
町内の警察の管轄区域は以下の通りである。
| 番・番地等 | 警察署     | 交番・駐在所 |
| ---------- | ---------- | ------------ |
| 全域       | 戸部警察署 | 岡野交番     |